# Veszett a világ
A Veszett a világ (eredeti cím: Wild at Heart) 1990-ben bemutatott romantikus bűnügyi filmdráma. David Lynch írta és rendezte, Barry Gifford azonos című regénye alapján.
A film Sailor Ripley és Lula Fortune szerelméről szól, ami nem mindennapi, mert Lula anyja nem nézi jó szemmel a szerelmeseket és ezért egy magándetektívet és egy bérgyilkost küld utánuk New Orleans környékére. Nicolas Cage alakítja Sailor Ripley-t, Laura Dern Lula Fortune-t. Lula elszánt anyját Diane Ladd játssza. A film a The Samuel Goldwyn Company megbízásából készült, a magyar szinkront a MOKÉP készítette 1991-ben.

## Cselekménye
|  | Alább a cselekmény részletei következnek! |

Sailor (Nicolas Cage) és Lula (Laura Dern) elválaszthatatlan fiatal szerelmespár. A lány anyja, Marietta (Diane Ladd) több okból gyűlöli Sailort, egyrészt mert az nem volt hajlandó vele lefeküdni, másrészt szemtanúja lehetett, amikor Lula apját Marietta megölette egy bérgyilkossal (az leöntötte benzinnel és felgyújtotta a házában), akinek akkor Sailor mint sofőr dolgozott. Ezért egy néger késelőt küld rá, de Sailor agyonveri a férfit. Mivel az eset nagy nyilvánosság előtt zajlott, Sailor börtönbe kerül majdnem 3 évre.
Amikor Marietta látja, hogy a börtönnel sem képes szétválasztani a szerelmeseket, mert amikor Sailor kiszabadul, Lulu találkozni akar vele, egy magánnyomozót és egy bérgyilkost küld a fiú után, aki Lulával az oldalán nekivág a végtelen amerikai utaknak, hogy Kaliforniába jussanak. Marietta mindkét férfival ambivalens viszonyban van, szereti és gyűlöli őket. Ezért a bérgyilkost felkéri, hogy ölje meg a magánnyomozót, amit az meg is tesz.
Sailor és Lula egy útszéli motelban szállnak meg pár napra. Itt Lula elárulja, hogy terhes. Bobby, egy alkalmi ismerős azt javasolja Sailornek, hogy raboljanak ki egy vegyesboltot (ami a pusztában van), ahol kb. 5 ezer dollárt zsákmányolhatnak. Azonban Bobby is Sailor elpusztításán munkálkodik. A rablás rosszul sül el, lövöldözés tör ki és egy rendőrkocsi is megáll a bolt előtt. Bobbyt a rendőr több lövéssel leteríti. Bobby elestében még a saját fejét is leszakítja a puskája véletlen lövésével. Sailor 6 évre börtönbe kerül.
Amikor kijön, Lulu és a fiuk várja az állomáson. Egy kis darabon mennek az autóval, amikor Lulu kiszáll és türelmet kér. Sailor azonban váratlanul azt mondja, hogy jobb, ha most szakítanak, hiszen hat éve nem látták egymást; megfogja a bőröndjét és elindul az utca közepén, Lulu hiába kiabál utána. Sailort lassan nyolc útonálló veszi körbe és kissé megverik, hogy eszméletét veszti. Közben az égben a „jó boszorkány”-t látja, aki azt tanácsolja neki, hogy menjen vissza Luluhoz, hiszen szereti és Lulu is szereti őt. Amikor Sailor magához tér az álomból, bocsánatot kér a támadóitól, amiért sértegette őket, és visszarohan Lulu kocsijához, ami egy dugóban vesztegel. Sailor elénekli azt az Elvis-számot, amiről azt mondta korábban, hogy csak a feleségének fogja elénekelni, a Love me tender-t. Majd megölelik és hosszasan megcsókolják egymást.
|  | Itt a vége a cselekmény részletezésének! |

## Szereplők
| Szereplő          | Színész             | Magyar hang      |
| ----------------- | ------------------- | ---------------- |
| Sailor Ripley     | Nicolas Cage        | Schnell Ádám     |
| Lula Pace Fortune | Laura Dern          | Prókai Annamária |
| Marietta Fortune  | Diane Ladd          | Moór Marianna    |
| Johnnie Farragut  | Harry Dean Stanton  | Szokolay Ottó    |
| Marcellus Santos  | J. E. Freeman       | Ujréti László    |
| Mr. Reindeer      | W. Morgan Sheppard  |                  |
| Bobby Peru        | Willem Dafoe        | Uri István       |
| Dell              | Crispin Glover      | Zágoni Zsolt     |
| Juana Durango     | Grace Zabriskie     | Zsolnai Júlia    |
| Perdita Durango   | Isabella Rossellini | Csere Ágnes      |
| Lány a balesetnél | Sherilyn Fenn       |                  |
| a jó boszorkány   | Sheryl Lee          |                  |
| 00 Spool          | Jack Nance          |                  |
| Sparky            | John Lurie          |                  |

## Díjak és jelölések
- Cannes-i fesztivál (1990)
  - díj: Arany Pálma (David Lynch)
- Oscar-díj (1990)
  - jelölés: Legjobb női mellékszereplőnek (Diane Ladd)
- Golden Globe-díj (1991)
  - jelölés: Legjobb női mellékszereplőnek (Diane Ladd)
- BAFTA-díj (1991)
  - jelölés: Legjobb hangnak (Randy Thom, Richard Hymns Jon Huck és David Parker)
- Fantasporto (1991)
  - jelölés: legjobb film (David Lynch)
- Independent Spirit Awards (1991)
  - díj: legjobb operatőr (Frederick Elmes)
  - jelölés: legjobb férfi mellékszereplő (Willem Dafoe)